# Cephaloscyllium

Cephaloscyllium es un género de tiburones de la familia scyliorhinidae. 

## Especies
- Cephaloscyllium albipinnum (Last, Motomura & White, 2008)[2]
- Cephaloscyllium cooki  (Last, Séret & White, 2008)[3]
- Cephaloscyllium fasciatum  (Chan, 1966)[4]
- Cephaloscyllium hiscosellum  (White & Ebert, 2008)[5]
- Cephaloscyllium isabellum  (Bonnaterre, 1788)
- Cephaloscyllium laticeps  (Duméril, 1853)
- Cephaloscyllium maculatum  (Schaaf-Da Silva & Ebert, 2008)[6]
- Cephaloscyllium pardelotum  (Schaaf-Da Silva & Ebert, 2008)[6]
- Cephaloscyllium parvum  (Inoue & Nakaya, 2006)[7]
- Cephaloscyllium pictum  (Last, Séret & White, 2008)[3]
- Cephaloscyllium signourum  (Last, Séret & White, 2008)[3]
- Cephaloscyllium silasi  (Talwar, 1974)
- Cephaloscyllium speccum  (Last, Séret & White, 2008)[8]
- Cephaloscyllium sufflans  (Regan, 1921)
- Cephaloscyllium umbratile  (Jordan & Fowler, 1903)
- Cephaloscyllium variegatum  (Last & White, 2008)[9]
- Cephaloscyllium ventriosum (Garman, 1880)[10]
- Cephaloscyllium zebrum  (Last & White, 2008)[9][11][12][13][14][15][16]